# Farry Island
Farry Island är en ö i Kanada.   Den ligger i provinsen Ontario, i den sydöstra delen av landet, 80 km sydväst om huvudstaden Ottawa.
I omgivningarna runt Farry Island växer i huvudsak lövfällande lövskog. Runt Farry Island är det glesbefolkat, med 8 invånare per kvadratkilometer.